# Bell Island (British Columbia)
Bell Island ist eine Insel in der kanadischen Provinz British Columbia. Sie gehört zum Regional District of Mount Waddington. Die nächstgelegene größere Siedlung ist das etwa 13 km Luftlinie südöstlich gelegene Port Hardy. Die Insel wird im Norden durch die Königin-Charlotte-Straße vom Festland getrennt, im Süden durch den Goletas-Kanal von Vancouver Island. Westlich der Insel liegt Hurst Island und östlich Heard Island. Bell Island liegt, ebenso wie das westlich gelegene Hurst Island, ganz im God’s Pocket Marine Provincial Park, einem der Provincial Parks in British Columbia.
Die Insel gehört zum traditionellen Siedlungsgebiet der Tlatlasikwala, einer Gruppe der Kwakwaka'wakw. Hier lag in der Vergangenheit eine Siedlung namens ik’ix’yulis.
Die Herkunft des heutigen Namens der Insel ist unklar, auf Seekarten jedoch mindestens seit 1864 belegt.
Die Gewässer nördlich und südlich der Insel werden von Schiffen passiert, die der Inside Passage oder dem Alaska Marine Highway von Washington nach Alaska folgen.